# サウスアンボイ (ニュージャージー州)
サウスアンボイ（英: South Amboy）は、アメリカ合衆国ニュージャージー州のミドルセックス郡にある都市。人口は9,411人（2020年）。ラリタン川対岸のパースアンボイと合わせて「ジ・アンボイズ」と呼ばれている。沖合にはニューヨークのスタテンアイランドがある、

## 歴史
サウスアンボイはニュージャージー州自治体5種のうち3種を経験して来た。まず1782年5月28日に、郡政委員会の議事録にパースアンボイ・タウンシップと書かれ、1798年2月21日に正式にタウンシップとして法人化された。その後の90年間で、領域の一部が分離して、モンロー・タウンシップ（1838年4月9日）、マディソン・タウンシップ（1869年3月2日、後にオールドブリッジ・タウンシップ）、セイアービル・タウンシップ（1876年4月6日、後にセイアービル・ボロ）ができた。1888年2月25日、タウンシップに代わってサウスアンボイ・ボロが作られた。1908年4月11日、ボロに代わってサウスアンボイは市として法人化され、1908年7月21日には住民投票が行われた。

## 地理
サウスアンボイは北緯40度29分12秒 西経74度16分44秒 / 北緯40.486719度 西経74.279016度 (40.486719,-74.279016)に位置している。
アメリカ合衆国国勢調査局に拠れば、郡域全面積は2.694平方マイル (6.976 km2)であり、このうち陸地1.548平方マイル (4.008 km2)、水域は1.146平方マイル (2.967 km2)で水域率は42.54%である。
セイアービルのコールズ近くには飛び地がある。そこの住人はサウスアンボイを郵便用住所に使用している。

## 人口動態

### 2010年国勢調査
以下は2010年の国勢調査による人口統計データである。
| 基礎データ - 人口: 8,631 人 - 世帯数: 3,372 世帯 - 家族数: 2,256 家族 - 人口密度: 2,153.3 人/km2（5,577.1 人/mi2） - 住居数: 3,576 軒 - 住居密度: 892.2 軒/km2（2,310.7軒/mi2） 人種別人口構成 - 白人: 86.42% - アフリカン・アメリカン: 4.43% - ネイティブ・アメリカン: 0.10% - アジア人: 4.03% - 太平洋諸島系: 0.00% - その他の人種: 2.99% - 混血: 2.03% - ヒスパニック・ラテン系: 13.42% | 年齢別人口構成 - 18歳未満: 20.8% - 18-24歳: 8.6% - 25-44歳: 29.8% - 45-64歳: 29.5% - 65歳以上: 10.3% - 年齢の中央値: 39歳 - 性比（女性100人あたり男性の人口） - 総人口: 96.8 - 18歳以上: 93.2 世帯と家族（対世帯数） - 18歳未満の子供がいる: 28.0% - 結婚・同居している夫婦: 46.8% - 未婚・離婚・死別女性が世帯主: 14.1% - 非家族世帯: 33.1% - 単身世帯: 26.7% - 65歳以上の老人1人暮らし: 9.6% - 平均構成人数 - 世帯: 2.56人 - 家族: 3.11人 | 収入と家計（2006年から2010年のアメリカン・コミュニティ・サーベイ統計） - 収入の中央値 - 世帯: 61,566米ドル - 家族: 80,815米ドル - 性別 - 男性: 54,000米ドル - 女性: 49,303米ドル - 人口1人あたり収入: 31,590米ドル - 貧困線以下 - 対人口: 9.0% - 対家族数: 10.2% - 18歳未満: 15.7% - 65歳以上: 5.5% |

### 2000年国勢調査
以下は2000年の国勢調査による人口統計データである。
| 基礎データ - 人口: 7,913 人 - 世帯数: 2,967 世帯 - 家族数: 2,041 家族 - 人口密度: 1,971.1人/km2（5,102.1 人/mi2） - 住居数: 3,110 軒 - 住居密度: 774.7軒/km2（2,005.3 軒/mi2） 人種別人口構成 - 白人: 94.22% - アフリカン・アメリカン: 0.86% - ネイティブ・アメリカン: 0.19% - アジア人: 1.38% - 太平洋諸島系: 0.03% - その他の人種: 1.71% - 混血: 1.62% - ヒスパニック・ラテン系: 6.75% | 年齢別人口構成 - 18歳未満: 24.3% - 18-24歳: 7.7% - 25-44歳: 32.9% - 45-64歳: 21.5% - 65歳以上: 13.6% - 年齢の中央値: 37歳 - 性比（女性100人あたり男性の人口） - 総人口: 95.5 - 18歳以上: 92.0 世帯と家族（対世帯数） - 18歳未満の子供がいる: 32.2% - 結婚・同居している夫婦: 48.8% - 未婚・離婚・死別女性が世帯主: 14.5% - 非家族世帯: 31.2% - 単身世帯: 25.9% - 65歳以上の老人1人暮らし: 12.3% - 平均構成人数 - 世帯: 2.65人 - 家族: 3.22人 | 収入と家計 - 収入の中央値 - 世帯: 50,529米ドル - 家族: 62,029米ドル - 性別 - 男性: 42,365米ドル - 女性: 29,737米ドル - 人口1人あたり収入: 23,598米ドル - 貧困線以下 - 対人口: 7.4% - 対家族数: 6.7% - 18歳未満: 10.6% - 65歳以上: 6.0% |

## 政府

### 市政府
サウスアンボイ市は1923年フォークナー法による市政委員会・マネジャーの政府形態を採用している。市長は市民の直接投票で選ばれている。市政委員会は5人の委員で構成され、2人は市全体を選挙区に選ばれ、3人は小選挙区から選ばれている。

### 連邦、州、郡の機関
サウスアンボイ市は、アメリカ合衆国会員議員ではニュージャージー州第6選挙区に属し、ニュージャージー州議会では第19選挙区に属している。
ミドルセックス郡は7人の委員で構成される郡政委員会が統治している（ニュージャージー州では "Board of Chosen Freeholders" と呼ばれる）。郡全体を選挙区に選出される。任期は3年間である。毎年2人ないし3人が改選される。毎年1月に開催されている委員会で議長と副議長を選出している。他に憲法に規定される郡の役員として郡事務官、郡保安官、遺言検認判事を選んでいる。

### 政治
2011年3月23日時点で、サウスアンボイ市には有権者が5,457 人登録されており、その内2,237 (41.0%) は民主党、612 (11.2%) は共和党、2,605 (47.7%) は無党派だった。他の政党で登録したのは3人のみだった。
2008年アメリカ合衆国大統領選挙では、民主党のバラク・オバマが総投票数3,693 のうち1,875 票、50.8%を獲得し、共和党のジョン・マケインは1,722 票、46.6%、その他の候補が64票、1.7%だった。登録有権者数は5,382 人、投票率は68.6% だった。
2004年では、民主党のジョン・ケリーが1,784 票、52.4%を得て、共和党のジョージ・W・ブッシュの1,566 票、46.0%を上回った。その他の候補は37票、0.7%、登録有権者数は4,971 人、投票数3,405 票、投票率は68.5% だった。
2009年ニュージャージー州知事選挙では、共和党のクリス・クリスティが1,288 票、52.7%を獲得し、民主党のジョン・コーザインの865 票、35.4%に勝利した。独立系のクリス・ダゲットが226票、9.2%、その他の候補者hが41票、1.7%だった。登録有権者数は5,298 人、投票数2,445 票、投票率は46.1% だった。

## 教育
市内の公立学校はサウスアンボイ公共教育学区が運営しており、幼稚園前から12年生（高校生）までを教えている。地区内の学校は（2010年から2011年教育年度全米教育統計センターの就学データ）、サウスアンボイ小学校（幼稚園前から6年生、649人）と、サウスアンボイ中高等学校（7年生から12年生、508人）である。
カーディナル・マカリック高校（9年生から12年生）、セイクレッド・ハート・クリエイティブ・キッズセンター（就学前）およびセイクレッド・ハート・スクール（幼稚園から8年生）が、ローマ・カトリック・メトゥチェン教区の監督下に運営されている。

## 交通
ニュージャージー・トランジットのノースジャージー海岸線が市内を通り、サウスアンボイ駅に停車している。列車の多くはニューヨーク市マンハッタンのミッドタウンにあるペンシルベニア駅に向かい、幾つかはホーボーケン駅に向かう。ニュージャージー・トランジットの運営するバス路線、系統815と817を利用できる。

## 著名な出身者
- ジャック・マキーオン（1930年-）、2003年のワールドシリーズでフロリダ・マーリンズを率いて優勝した監督[41]